# Trichesthes misteca
Trichesthes misteca är en skalbaggsart som beskrevs av Bates 1888. Trichesthes misteca ingår i släktet Trichesthes och familjen Melolonthidae. Inga underarter finns listade i Catalogue of Life.